# Dritte Elbquerung
Mit dem Begriff Dritte Elbquerung wird in Magdeburg ein Projekt bezeichnet, neben den bisherigen zwei Hauptbrückenzügen in der Stadtmitte eine weitere Brücke oder einen Brückenzug im Süden der Stadt über die Elbe zu errichten. Die Bezeichnung ist irreführend, da es neben den zwei für den Motorisierten Individualverkehr nutzbaren Brückenzügen noch weitere dem Fuß-, Rad- und Bahnverkehr vorbehaltene Brücken gibt.

## Historie und Stand der Debatte
Der grundsätzliche Gedanke an eine dritte Elbquerung innerhalb des Magdeburger Stadtgebietes ist bereits Ende des 19. Jahrhunderts aufgekommen. Im Zuge des starken Bevölkerungswachstums und der intensiven Bautätigkeiten über die Grenzen der Festungszeit hinaus entwickelte sich im Süden aus den ehemaligen Dörfern an der Strecke nach Schönebeck rasch ein zusammenhängendes Industrie- und Stadtgebiet. Gleichzeitig wuchs auch die Besiedelung im östlich der Elbe gelegenen Cracau. Bis 1910 wurden viele dieser ehemaligen Dörfer eingemeindet und die Verkehrsströme nahmen zu. Insofern gab es bereits bei der Planung und Errichtung der Sternbrücke Überlegungen, einen weiteren Brückenzug nach Ostelbien zu bauen.
Seit den 1990er Jahren wurde die Stadtverwaltung wiederholt aufgefordert, notwendige Flächen für einen Brückenzug im westelbischen Stadtteil Salbke freizuhalten. Seit der Jahrtausendwende wurde das Thema wiederholt vom Magdeburger Stadtrat und einzelnen Bürgerinitiativen thematisiert und Untersuchungen über die bauliche Realisierbarkeit, Wirtschaftlichkeit und Auswirkungen gefordert. Dies ist insbesondere mit dem jüngsten Ergebnisdokument aus September 2017 geschehen. Hier hat die Stadtverwaltung zum wiederholten Mal die Aufnahme einer konkreten Planung und das Projekt an sich abgewiesen. Auch die immer wieder aufkommende Debatte über eine neue Entlastungsstraße östlich von Cracau für das Cracauer Stadtteilzentrum hat daran bisher nichts geändert. Die Stadtratsfraktionen sind in ihren Wahlprogrammen für 2019 auf das Thema der dritten Elbquerung eingegangen, räumen ihr aber auch in Anbetracht der momentan sehr umfangreichen innerstädtischen Bauprojekte mit Perspektive bis 2023[veraltet] mehrheitlich keine Priorität ein.

## Argumente

### Befürworter
- Jeglicher Verkehr südlich des Magdeburger Stadtzentrums, der die Elbe queren möchte, muss über die zwei stadtmittig gelegenen Brückenzüge, was für erheblichen Durchgangsverkehr ohnehin belasteter Straßen im Zentrum führt. Eine südlich davon gelegene Elbquerung im Bereich der westelbischen Stadtteile Fermersleben, Salbke oder Buckau nach Prester auf der ostelbischen Seite würde den Innenstadtbereich von Durchgangsverkehr entlasten, ebenso wie die Ortslage Cracau.
- Großereignisse in den ostelbischen Arenen sorgen regelmäßig für Stausituationen beim Verkehr über die beiden Brückenzüge, was dann auch für den ÖPNV, insb. Straßenbahnen gilt. In Verbindung mit einer Entlastungsstraße um das Cracauer Zentrum sowie neuen Zubringern Richtung der Arenen von dort würde ebenfalls Entlastung geschaffen.
- Die Fahrzeiten zwischen Ost- und Westelbien in den südlichen Stadtteilen würden spürbar verkürzt.

### Gegner
- Es müssten erhebliche Eingriffe in Natur und Privatrechte erfolgen. Die naturnahe Elbaue am Umflutkanal würde von einer Entlastungsstraße zur B1 beeinträchtigt. Bisher ruhige Wohngebiete würden mit Lärm belastet, Zitat: „Die spezifische Lagegunst der ostelbischen Wohngebiete, beispielsweise Ruhe in Verbindung mit Innenstadtnähe, wird damit aufgehoben.“
- Das Straßennetz in Ostelbien ist unterdimensioniert, müsste erweitert und an die B1 angeschlossen werden, mit erheblichen Kosten.
- Die Stadtverwaltung schätzt die möglichen Nutzerzahlen auf täglich rund 10.600 Fahrzeuge. Im Vergleich dazu nutzen den Nordbrückenzug täglich knapp 38.000 Fahrzeuge. Die perspektivische Nutzung lässt Fördermittelanträge aussichtslos erscheinen, womit die Kosten vorrangig von der Stadt getragen werden müssten. Diese belaufen sich nach grober Schätzung auf nicht unter 70 Mio. Euro, ohne Ausbau von Zubringern. Diese Summe stand bereits in der Studie aus 2004 im Raum („zwischen 63,0 Mio. € und 72,10  Mio.“).

## Möglicher Verlauf
In einer Studie aus 2004 wurden mehrere Varianten einer Elbquerung beschrieben: mehrheitlich laufen diese von der Ottersleber Straße durch Alt Salbke, südlich am Salbker See I entlang über die Elbe um dann nördlich der Kreuzhorst auf die Luisenthaler Straße zu treffen, mit kleineren Unterschieden in den jeweiligen Varianten. Nur eine Variante schlug als Ausgangspunkt den Otto-Lehmann-Platz in Alt Fermersleben und eine Führung der Trasse zwischen den Salbker Seen und dann über die Elbe vor.

In seinem Ergebnisdokument aus September 2017 hat das Stadtplanungsamt als einzige Option den folgenden Trassenverlauf dargestellt (siehe Seite 8 und Abbildung Seite 9): 
„Trassenoptionen der dritten Elbquerung wurden im Jahr 2004 bereits geprüft und es wurde mit der I0120/04 dem Stadtrat berichtet. In dieser wurde die Variante (1.4) für vertiefende Untersuchungen favorisiert, welche ab der Ottersleber Straße in Richtung der Straße Alt Salbke verläuft. Die Trasse verschwenkt in nördlicher Richtung an den Salbker See I, um anschließend die Elbe zu queren und in die Luisenthaler Straße einzumünden. Es werden zum Queren der Straße Alt Salbke bebaute Grundstücke in Anspruch genommen. Eine Trassenführung abseits bebauter Flächen ist nicht mehr möglich. Im weiteren Verlauf könnte eine Ostumfahrung angeschlossen werden. Dies erfolgt im Einmündungsbereich der dritten Elbquerung in die Luisenthaler Straße.“